# Paul Debevec
Paul Ernest Debevec (...) è un programmatore e informatico statunitense.
Ricercatore presso l'Institute for Creative Technologies dell'University of Southern California. È meglio conosciuto per il suo lavoro nel trovare, catturare e sintetizzare la funzione di distribuzione dello scattering bidirezionale utilizzando gli stadi di luce costruiti dal suo team di ricerca per rintracciare il campo di riflessione sul volto umano, sull'high dynamic range imaging e sull'Image-based modeling and rendering.
Debevec conseguì la laurea in matematica e ingegneria presso l'Università del Michigan e un dottorato di ricerca in informatica presso l'Università della California - Berkeley nel 1996; la sua tesi era in fotogrammetria, ovvero il recupero della forma 3D di un oggetto da una raccolta di fotografie fisse scattate da varie angolazioni. L'anno dopo assieme ad un gruppo di studenti realizzò The Campanile Movie (1997), un sorvolo virtuale della torre del campanile dell'ateneo.
Alcune tecniche di computer grafica basate sugli studi di Devebec vennero impiegate per film quali The Matrix (1999), The Matrix Reloaded e The Matrix Revolutions (2003) Spider-Man 2 (2004), King Kong (2005), Superman Returns (2006), Spider-Man 3 (2007) e Avatar (2009).
Devebec diresse anche dei cortometraggi presentati a varie edizioni del SIGGRAPH, tra cui Fiat Lux (1999) e The Parthenon (2004). Nel 2002, venne nominato dal MIT Technology Review TR100 come uno dei cento innovatori nel mondo sotto i trentacinque anni.
Insieme a Tim Hawkins, John Monos e Mark Sagar, ricevette nel 2010 un Oscar alla tecnica per la progettazione e l'ingegneria dei dispositivi di acquisizione Light Stage e del sistema di rendering facciale basato su immagini sviluppato per la re-illuminazione dei personaggi nei film.
Nel 2008 presentò al SIGGRAPH Digital Emily co-prodotto con Image Metrics, mentre nel 2013 Digital Ira, realizzato con Activision. Il primo corto è una simulazione pre-calcolata, mentre il secondo venne fatto in tempo reale durante la conferenza.
Nel giugno 2016, Debevec entrò a far parte del gruppo Realtà Virtuale di Google.
Nel 2019 con Hawkins, Wan-Chun Alex Ma e Xueming Yu vinse un secondo Oscar alla tecnica, per «l'invenzione del metodo di acquisizione dell'aspetto facciale tramite Polarized Spherical Gradient Illumination e la progettazione e l'ingegneria del sistema di acquisizione Light Stage X.»